# D.O.A. (banda)
D.O.A. es una banda de hardcore punk de Vancouver, Columbia Británica.  A menudo nombrados como los "fundadores" del hardcore punk, junto a Black Flag, Minor Threat, entre otros. su segundo álbum Hardcore '81  es por muchos la primera referencia del sonido de la segunda ola del punk americano o hardcore.  el vocalista/guitarrista Joey "Shithead" Keithley es el único miembro fundador que ha permanecido en la banda durante toda su historia.  De cualquier forma, el bajista original Randy Rampage ha estado activo en la banda en los últimos años y ha tocado en dos de los últimos tres discos de estudio de la banda, aunque no está comúnmente disponible.

## Discografía

### Discos
- Something Better Change (1980)
- Hardcore '81 (1981)
- War on 45 (1982)
- Bloodied But Unbowed (1984)
- Let's Wreck The Party (1985)
- The Dawning Of A New Error (1985)
- True (North) Strong And Free (1987)
- Murder (1990)
- Last Scream Of The Missing Neighbors w/Jello Biafra (1990)
- Talk Minus Action Equals Zero (1991)
- Greatest Shits (1991)
- 13 Flavours Of Doom (1992)
- Moose Droppings (1993)
- Loggerheads (1993)
- The Black Spot (1995)
- The Lost Tapes (1998)
- Festival Of Atheists (1998)
- Beat Trash (2002) - Solo Project from Joey "Shithead" Keithley
- Win The Battle (2002)
- War And Peace (2003)
- Live Free Or Die (2004)
- Greatest Shits (2005)
- Northern Avenger (2008)
- Kings Of Punk, Hockey & Beer (2009)
- Talk-Action=0 (2010)
- We Come In Peace (2012)

### Singles, 7"s, EP
- Disco Sucks (4-song 7inch EP on Sudden Death)
- The Prisoner/Thirteen (7-inch on Quintessence)
- Disco Sucks (re-released on Quintessence)
- World War Three/Whatcha Gonna Do (7-inch on Quintessence; Ltd edition on Sudden Death)
- Triumph Of The Ignoroids (4-sing 12-inch EP on Friends Records)
- White Noise Tour (bootleg) (??)
- Positively D.O.A. (7-inch EP on Alternative Tentacles)
- Right To Be Wild (7-inch single feat. Fuck You b/w Burn It Down)
- General Strike/That's Life (7-inch single)
- Don't Turn Yer Back... (Peel Session) (4-song 12-inch EP on Alternative Tentacles)
- Expo Hurts Everyone (7-inch EP with 3 other bands)
- It's Not Unusual (7-inch EP on Alternative Tentacles)
- The Only Thing Green
- Ken Jensen Memorial Single (7-inch EP on Alternative Tentacles)
- Sex, Drugs and Rock & Roll
- Split w/ d.b.s.
- Nervous Breakdown
- Beat 'Em, Bust 'Em
- Just Play It Over And Over
- Are U Ready (Split with Thor)

### Compilaciones
- Vancouver Complication
- Let Them Eat Jellybeans
- Rat Music For Rat People
- Something To Believe In
- Terminal City Ricochet soundtrack
- More Than A State Of Mind
- Last Call
- Short Music For Short People
- Return of the Read Menace
- You Call This Music?! Volume 1
- P.E.A.C.E. War Compilation
- Smells Like Bleach: A Punk Tribute to Nirvana
- Rock Against Bush, Vol. 1
- Canucks Punk Rock
- Guest vocal on "more drugs , more cops, more prisons" from Canadian Prog Punk band Removal

### Libros
- I, Shithead: A Life in Punk (Arsenal Pulp Press) link